# Guía de cine de Leonard Maltin
El libro Leonard Maltin's Movie Guide (aún no publicado en español; el título podría traducirse como Guía de cine de Leonard Maltin) es un diccionario de películas que presenta reseñas muy breves de la mayor parte de las producciones cinematográficas del mundo, incluido el cine mudo, el cine para televisión y, más recientemente, el cine para video. 

## Historia de la obra
La primera edición de la obra apareció en 1969 y se ha venido actualizando año con año hasta 1987. El título original era simplemente TV Movies, luego cambió por Leonard Maltin's TV Movies and Video Guide y finalmente recibió el título con el que se conoce actualmente. Leonard Maltin es el editor y, también, el autor de una gran parte de las reseñas. Las películas no estadounidenses aparecen con el título traducido al inglés.
Una de las características propias del diccionario de Maltin es el hecho de que cada reseña incluye una referencia a la fuente correspondiente, en los casos en los que se hizo uso de material publicado previamente.
En el 2005, debido a problemas de logística, se publicó también un volumen adicional, denominado Leonard Maltin's Classic Movie Guide (cuyo título en español podría traducirse como Guía de cine clásico de Leonard Maltin), que incluye únicamente películas de antes de 1960, varias de las cuales ya no aparecen en la publicación anual (algunas habían sido eliminadas, para dar lugar a otras más nuevas; otras más se eliminaron). Esta última categoría incluye las matinés sabatinas "completas" (según la introducción del propio Leonard Maltin) de programas de John Wayne, William "Hopalong Cassidy" Boyd, Gene Autry y Roy Rogers.

### Clasificación de las películas
El libro aplica un sistema de clasificación de cuatro estrellas. El puntaje más bajo es el que corresponde a las películas denominadas "BOMB" y, a partir de allí, la calificación llega, a partir de incrementos de media estrella, hasta un máximo de cuatro estrellas.

## Otros libros similares
En los Estados Unidos, otros libros del mismo tipo son: Movies on TV, de Steven H. Scheuer, Halliwell's Film Guide, de Leslie Halliwell, y The Good Film and Video Guide, de David Shipman.
En España es muy conocida la Guía del cine, de Carlos Aguilar, considerada el mayor diccionario de películas mundial, por tanto más completo en cuanto a referencias que la Guía de Leonard Maltin.
En México, el crítico de cine Emilio García Riera escribió, entre otros muchos libros acerca del cine, una Historia documental del cine mexicano.